# Spårväg City
Spårväg City är en spårväg i centrala Stockholm som öppnade för trafik den 21 augusti 2010. Den går sedan 2018 mellan T-Centralen i City och Waldemarsudde på Djurgården. Trafiken bedrivs delvis på den sedan tidigare befintliga museispårvägen Djurgårdslinjen.

## Historik

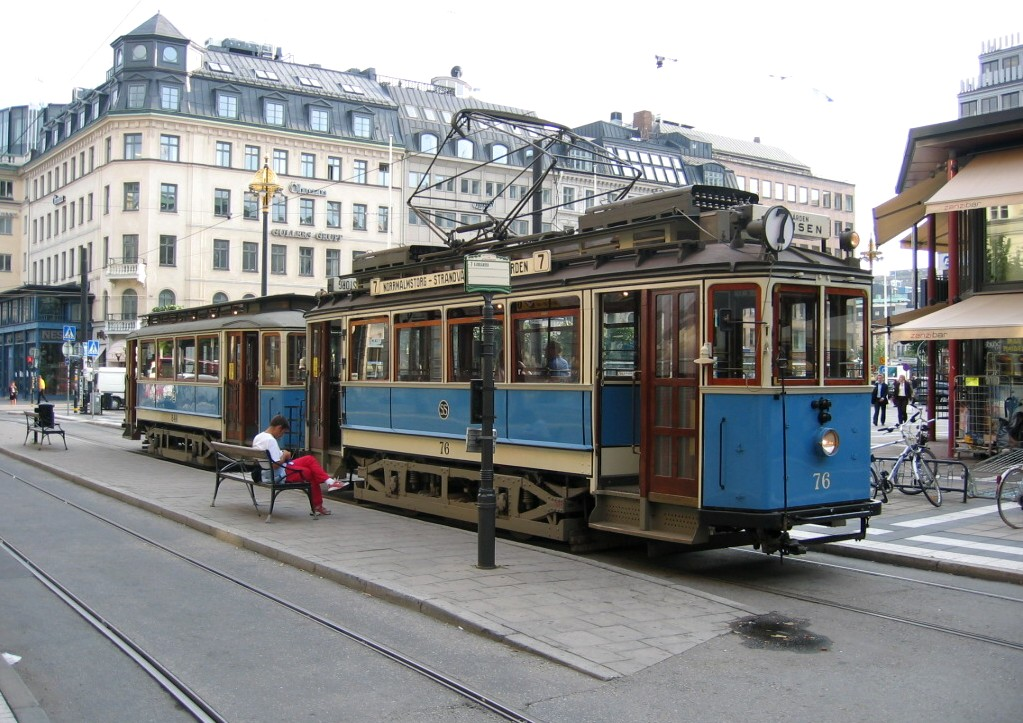
Veteranspårvagn typ A1 vid Norrmalmstorg.

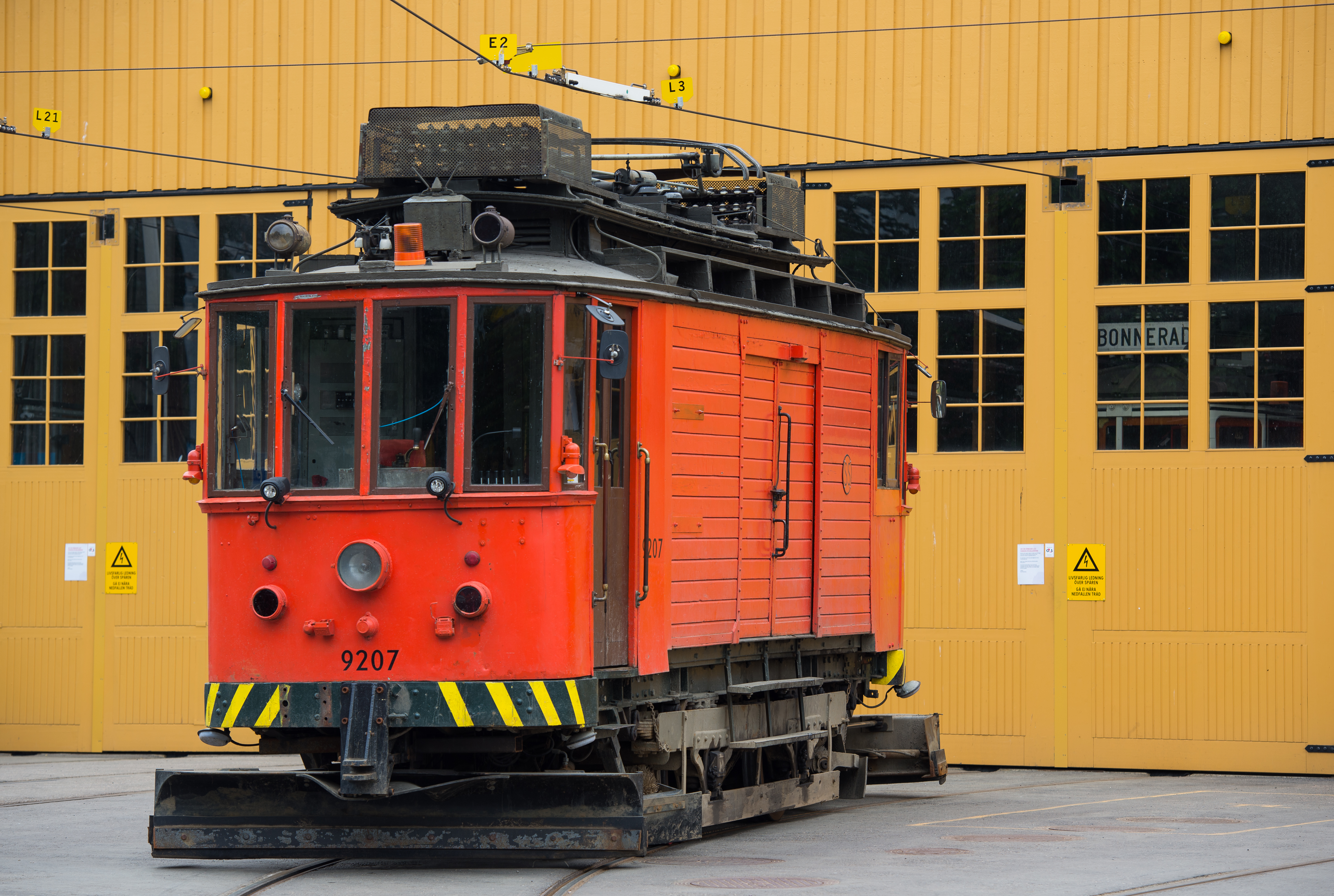
Plogmotorvagnen 9207 byggd av ASEA 1907. Sedan 1994 används den för plogning och sopning på Djurgårdslinjen, och efter en ombyggnad 2010–2011 tjänstgör den även på Spårväg city.

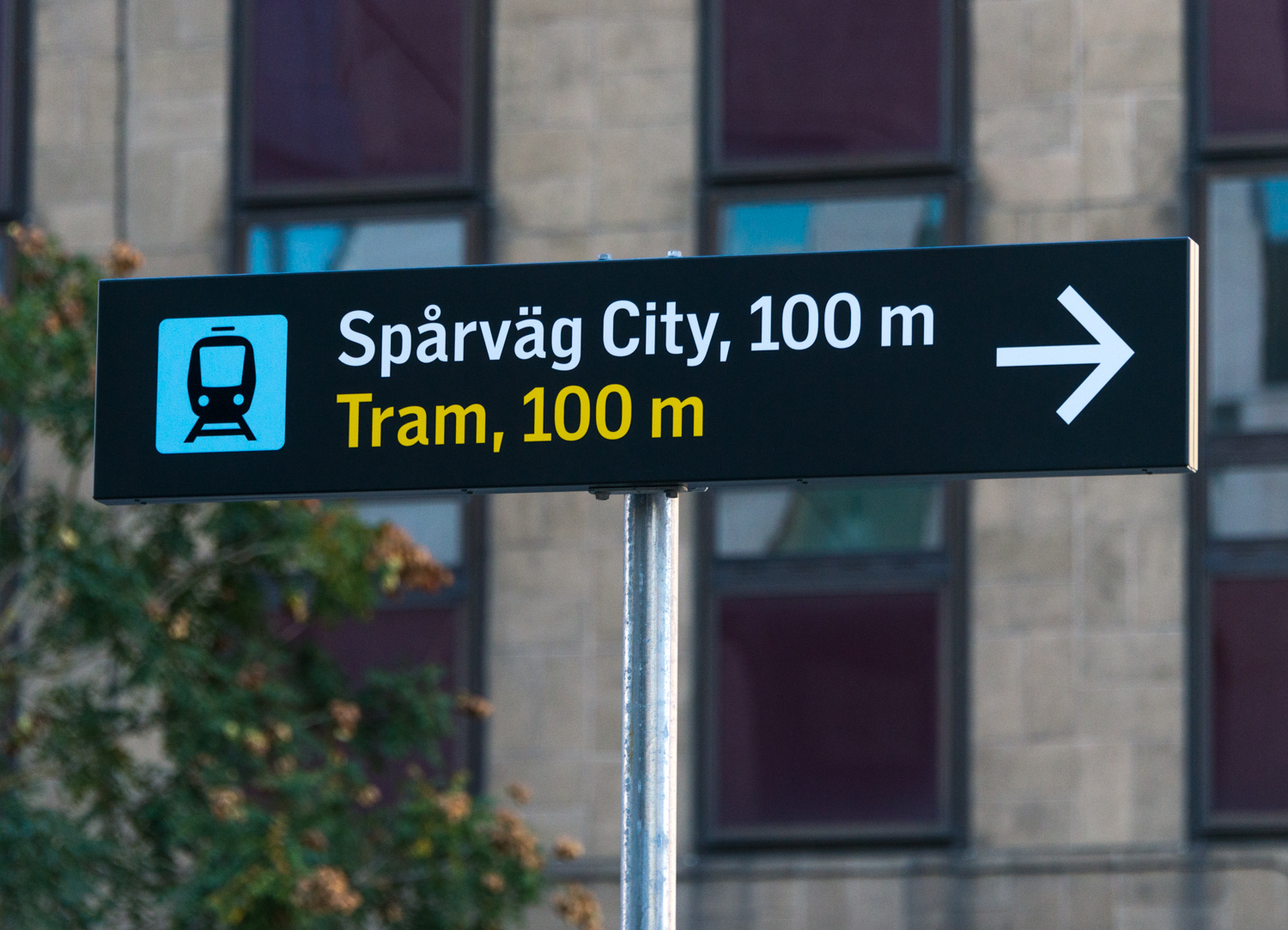
Info-skylt till spårvagnshållplats.

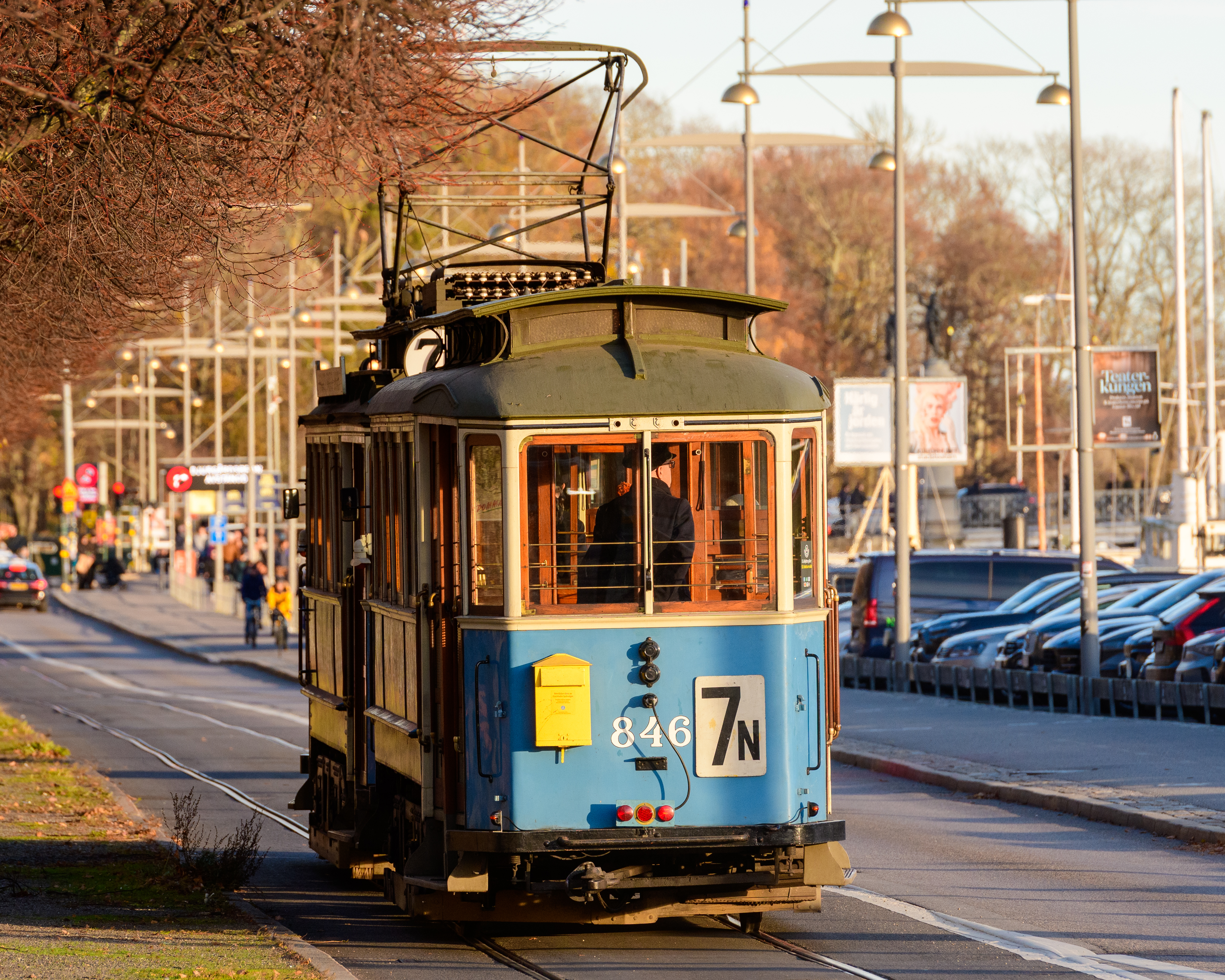
Museispårvagn på linje 7N vid Strandvägen.

Spårvagnstrafik i Stockholms innerstad avvecklades i samband med högertrafikomläggningen den 3 september 1967. Redan då fanns tankar om en museispårväg längs Strandvägen till Djurgården.[källa behövs] I juni 1991 öppnade Djurgårdslinjen med museal trafik mellan Norrmalmstorg och Waldemarsudde. Under 1990-talet diskuterades att låta spåranläggningen för museispårvägen bli en del av SL:s reguljära linjenät, främst genom att förlänga spåren från Norrmalmstorg upp till Sergels torg och Stockholms central/Cityterminalen. Hela sträckan Centralen–Djurgården skulle då trafikeras av moderna spårvagnar, och busslinje 47 skulle kunna ersättas.
År 2000 presenterade SL och gatu- och fastighetskontoret en översiktlig studie, men trafikutredningar satte stopp för projektet, bland annat med hänvisning till framkomligheten för andra fordon på Hamngatan.
På styrelsemötet den 19 juni 2007 beslutade den borgerliga majoriteten i SL:s styrelse med bifall av Miljöpartiet att genomföra förlängningen av spårvägslinjen med målsättning att färdigställa den till år 2010. Socialdemokraterna och Vänsterpartiet yrkade på återremiss. Det föreslogs även en sträcka över Kungsholmen för att trafikförsörja de områden som höll på att byggas på nordvästra Kungsholmen. Hela sträckan till Hornsbergs strand skulle förverkligas till 2011, då tunnelbanans blå linje skulle stängas av under en period i samband med bygget av Citybanan.
Projektet kantades dock av flera svårigheter. Bland annat var Stockholms Handelskammare mycket kritisk till projektet och ville hellre satsa på utbyggnad av Stockholms tunnelbana. Stockholms stad gav varken klartecken eller stopp för projektet, och trafikborgarrådet Mikael Söderlund (M) var uttalat skeptisk till planerna med reguljär spårvagnstrafik längs Hamngatan.
Projektet fick en återstart när trafiklandstingsrådet Christer G Wennerholm (M) och finansborgarrådet Sten Nordin (M) den 4 juni 2008 presenterade en avsiktsförklaring som tecknats mellan SL och stadens trafikkontor. Spårväg City, eller Tvärbana city som spårvägen benämndes i avsiktsförklaringen, omfattade sträckan Frihamnen–Lindarängsvägen–Oxenstiernsgatan–Strandvägen via Norrmalmstorg vidare till Hamngatan–Sergels torg–Klarabergsgatan–Stockholms centralstation–Fleminggatan–Fridhemsplan–Drottningholmsvägen fram till Lindhagensplan och vidare längs Lindhagensgatan fram till Hornsberg. Hela sträckan tänktes kunna färdigställas till 2011.
SL avsåg att upphandla Spårväg City som ett OPS-projekt (OPS = Offentlig-privat samverkan) i hela den planerade linjesträckningen från Kungsholmen till Ropsten fram till sommaren 2009. Efter sommaren 2009 valde man en direktupphandling av en kortare delsträcka upp till Sergels torg med avsikten att trafikstart skulle ske under 2010. Förlängningen till Kungsholmen försenades när det stod klart att tätskikten under Sergels torg skulle behöva renoveras.
I oktober 2009 träffades en överenskommelse mellan SL och Lidingö kommun om att koppla samman Spårväg City med Lidingöbanan i Ropsten. Lidingö kommun ska bekosta upprustningen av Lidingöbron, vilket är en förutsättning för en sammankoppling mellan Spårväg City och Lidingöbanan. Lidingö stad ska även finansiera en spårvagn, som ska fungera som en ”reklampelare” för Lidingö. Slutligen är det tänkt att Agadepån ska fungera som permanent depå för Spårväg City, vilket förutsätter en förbindelse mellan banorna. Tidigare alternativ för depålägen har bland annat varit Frihamnen samt berget under Stadshagen i Fleminggatans västra ände.
I förstudien för Spårväg City från oktober 2010 studeras en utbyggnad av Spårväg City hela vägen från Hornsbergs strand till Ropsten. SL:s ambition var då att färdigställa hela denna sträcka till 2014.
Den 23 november 2010 tillkännagavs att utbyggnaden mot Ropsten skulle genomföras som en andra etapp,
men någon tidsplan för detta angavs inte. Förlängningen mot Centralstationen och Kungsholmen sköts dock på framtiden.
Reguljär spårvagnstrafik mellan Sergels torg och Waldemarsudde startade den 23 augusti 2010 med sex moderna låggolvsspårvagnar av typ A34. Trafiken sköts av AB Stockholms Spårvägar på uppdrag av Storstockholms Lokaltrafik, under namnet ”linje 7”. AB Stockholms Spårvägar kör även fortsatt museal trafik med äldre vagnar på sträckan Norrmalmstorg–Skansen. Denna trafik benämns ”Djurgårdslinjen” eller ”linje 7N” (”N” efter destinationen Norrmalmstorg).
Trafikstarten innebar att det för första gången sedan högertrafikomläggningen 1967 går reguljär spårvagnstrafik på innerstadsgator i Stockholm.
Spårväg Citys första etapp kombinerade en upprustning av hela Djurgårdslinjen med en ny sträcka längs hela Hamngatan. Kostnaden för första etappen uppgick till 288 miljoner kr, vilket var 60 miljoner kr mer än SL räknat med. Etappen invigdes den 21 augusti 2010 av finansborgarrådet Sten Nordin och trafiklandstingsrådet  Christer G Wennerholm.
För närvarande utreds en fortsatt utbyggnad av Spårväg City på sträckan mellan Djurgårdsbron och Ropsten via den nya stadsdelen Norra Djurgårdsstaden i Frihamnen och Värtaområdet. Om en sådan utbyggnad kommer till stånd kommer Spårväg City att sammankopplas i Ropsten med Lidingöbanan, som har moderniserats och rustats upp med partiella dubbelspårsutbyggnader. En sammankoppling med Lidingöbanan skulle möjliggöra genomgående trafik från Stockholms city till Gåshaga brygga på Lidingö. Det är inte beslutat vilket linjenummer denna linje kommer att få.
Under år 2018 har en förlängning från den provisoriska ändhållplatsen Kungsträdgården på Hamngatan till den nya ändhållplatsen T-Centralen på Klarabergsgatan genomförts i samband med den sommaren 2018 avslutade tätskiktsrenoveringen kring Sergels torg. Den nya ändhållplatsen togs i bruk den 3 september 2018.

## Banan
Anläggningen är dubbelspårig, 3,6 kilometer lång  och har en depå, Alkärrshallen, på Falkenbergsgatan på Djurgården. Vändslingor finns vid Norrmalmstorg, Skansen och Waldemarsudde. En övergångsväxel finns väster om hållplatsen Kungsträdgården. Stolpar för kontaktledningen används även för gatubelysningen. Anläggningen saknar förbindelse med övriga spår i Stockholm. Anläggningen öppnade 1991 som en museispårväg. År 2005 upphörde Stiftelsen Stockholms Museispårvägar och spåranläggningen ägs sedan dess av AB Storstockholms Lokaltrafik (SL). Under hösten 2007 renoverades Djurgårdsbron och nya spår med Edilonteknik lades över bron. Under 2009 och 2010 skedde en förlängning från Nybroplan till Sergels torg. I samband med det förnyades även delar av spåranläggningen och särflyttning av spår genomfördes mellan Skansen och Waldemarsudde. Nya hållplatser byggdes vid Djurgårdsskolan, Sergels torg och Kungsträdgården, samtidigt som hållplatsen Hazeliusporten drogs in. Anläggningen försörjs från likriktarstationer vid Norrmalmstorg, Djurgårdsbron och Konsthallen.

## Trafik

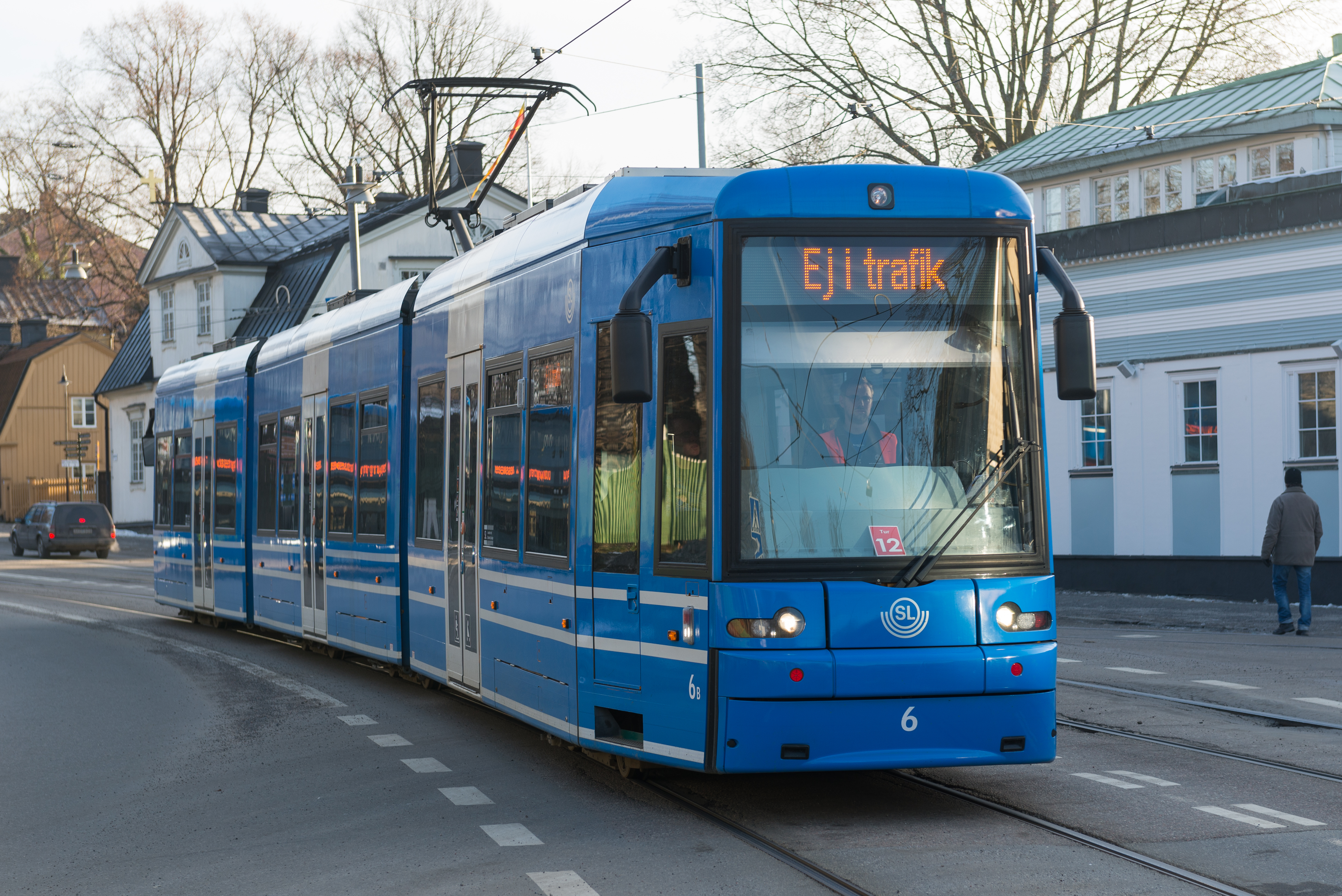
Spårväg City av modell A34 som trafikerade Spårväg City tidigare. Den togs ut ur trafik på Spårväg City år 2020 och återlämnades till Norrköping.

Spårväg City trafikeras av två olika linjevarianter:
- Linje 7 betecknar den ordinarie trafiken på Spårväg City mellan T-Centralen och Waldemarsudde. Trafikeras med moderna spårvagnar av typ A35, av Stockholms Spårvägar på uppdrag av Storstockholms Lokaltrafik. Linjen trafikeras normalt i 7½-minuterstrafik dagtid (sedan 2012 6 minuter under sommaren), något glesare trafik morgon och kväll. Vid mycket stora trafikströmmar kan förstärkningstrafik med buss förekomma. Även busstrafiken betecknas linje 7.
- Linje 7N betecknar museal trafik med äldre spårvagnar mellan Norrmalmstorg och Skansen. Körs av Stockholms Spårvägar på ideell grund, i egen regi. Djurgårdslinjen är ett registrerat varumärke för museispårvägen. Djurgårdslinjen trafikeras under veckoslut och helger från slutet av mars till slutet av december, och dagligen mellan juni och augusti.

Trafiken bedrivs enligt "Tri Spv", det vill säga "Trafiksäkerhetsinstruktion för SL spårvägar", som även tillämpas på Nockebybanan och Tvärbanan, samt även Lidingöbanan. Vissa specialbestämmelser för Spårväg City finns i en särskild bilaga.

## Vagnar

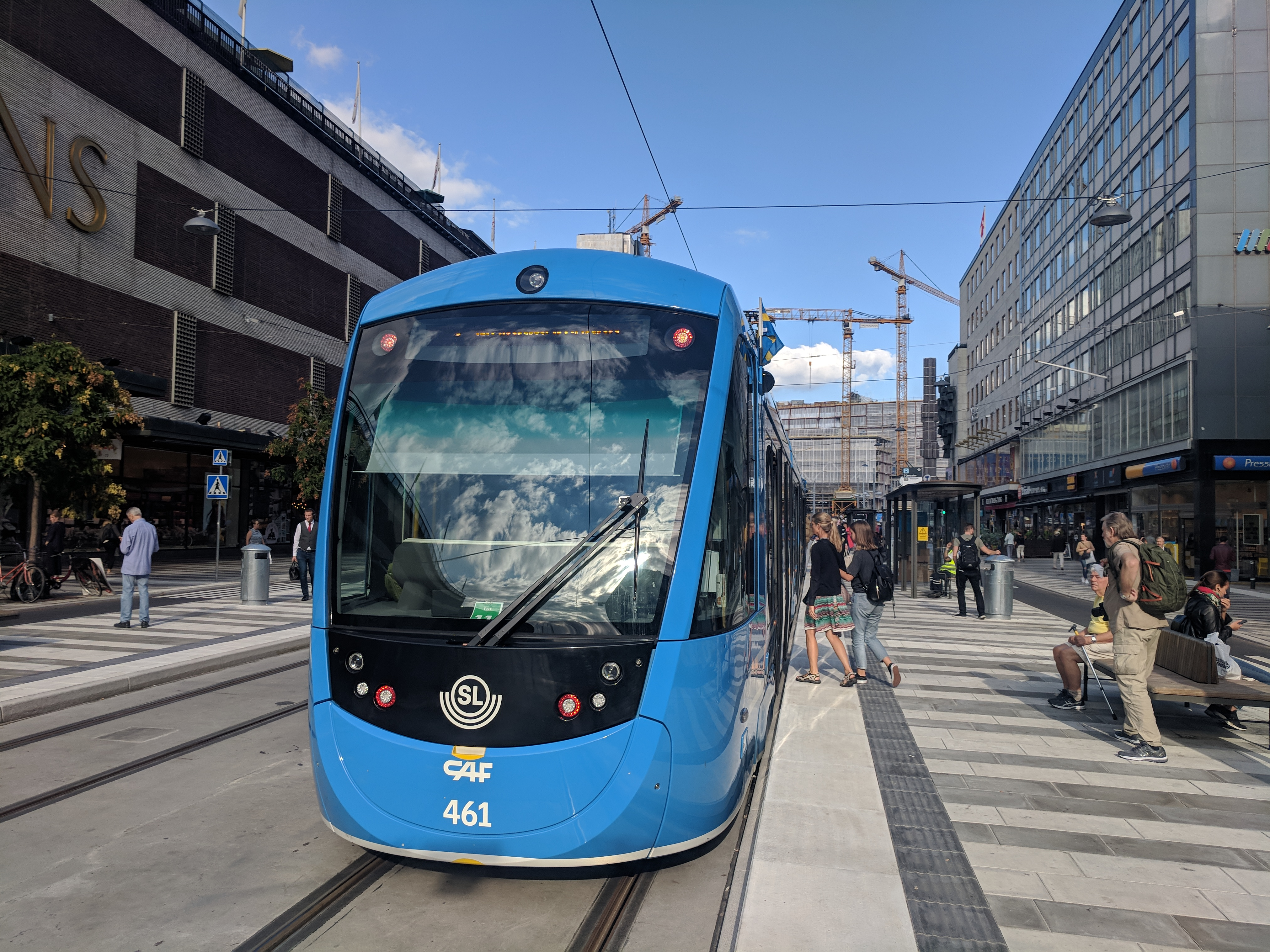
Vagn av typ A35 vid T–Centralen.

Från början var det tänkt att sex vagnar av Bombardiers modell "Flexity Swift" av samma typ som används på Tvärbanan (littera A32), och som köpts från spårvägen i Haag skulle användas på Spårväg City, men då det konstaterats att dessa inte skulle klara de snäva kurvradierna där valdes i stället spårvagnsmodellen "Flexity Classic", även den tillverkad av Bombardier. Den kör på spårvidden 1435 millimeter (normalspår). Flexity Classic är en tvåriktningsvagn och behöver således inte vändslingor för att byta färdriktning. Då det var lång leveranstid på nya spårvagnar blev man tvungen att låna in vagnar från Norrköping och Frankfurt för att kunna få dem levererade till trafikstarten. Dessa vagnar har nummer 33–35 (littera A34N) resp. 262-264 (littera A34F). Under våren 2011 var det tänkt att vagnarna skulle bytas ut mot sex helt nya sådana vagnar, egentligen avsedda för Norrköping, men för att användas på Spårväg City under några år. På grund av en olycka i Bombardiers fabrik blev leveransen försenad och den första vagnen (nr 1) levererades den 2 oktober 2011. Sedan dess har vagnarna 2–6 också levererats. De nya vagnarna går hos SL under litterat A34 och har fått blå-vit färgsättning i enlighet med SL:s grafiska profil.
Den 23 november 2010 tillkännagav SL att nya spårvagnar (A35) ska levereras av det spanska företaget CAF och att de första vagnarna skulle levereras under våren 2013. Avtalet gäller totalt 121 vagnar inklusive option. Spårväg City fick sina A35 2020.

## Utbyggnad
Utbyggnaden av Spårväg City har skett i etapper. Den första etappen omfattade en upprustning av Djurgårdslinjens sträckning och anpassning av vagndepån Alkärrshallen. Man separerade museilinjen från trafiklinjen vid Hamngatan/Berzelii park, varför egentligen tre nya spår är lagda. Avsnittet utgörs av en cirka 500 meter förlängning från Nybroplan längs Hamngatan till Sergels torg. Dessutom lade man om 400 meter spår på Djurgården, samt på ett antal ställen längs Strandvägen.

### Etapp 1 – Djurgården–Sergels Torg

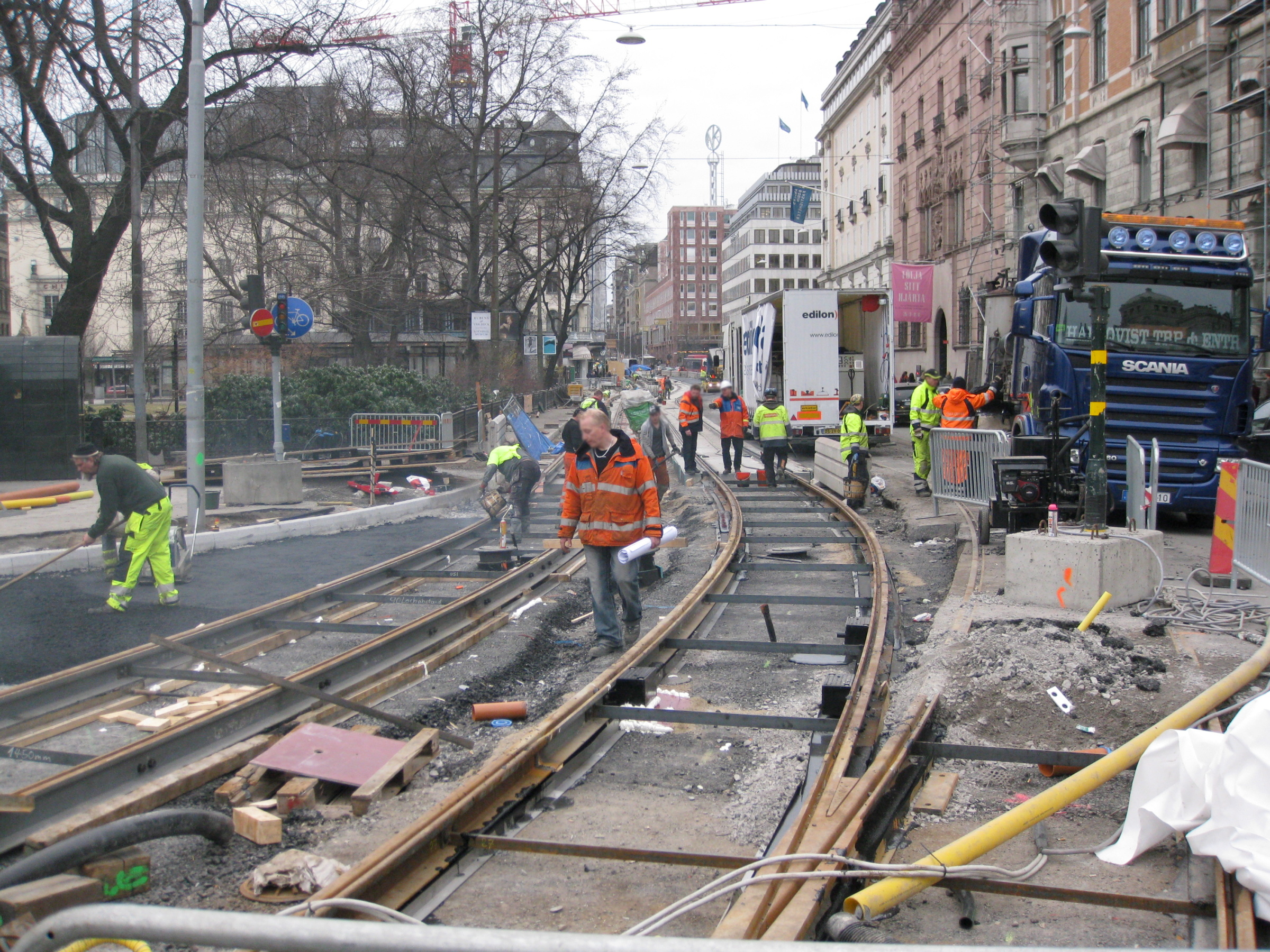
Spårläggning vid Berzelii park den 7 april 2010.

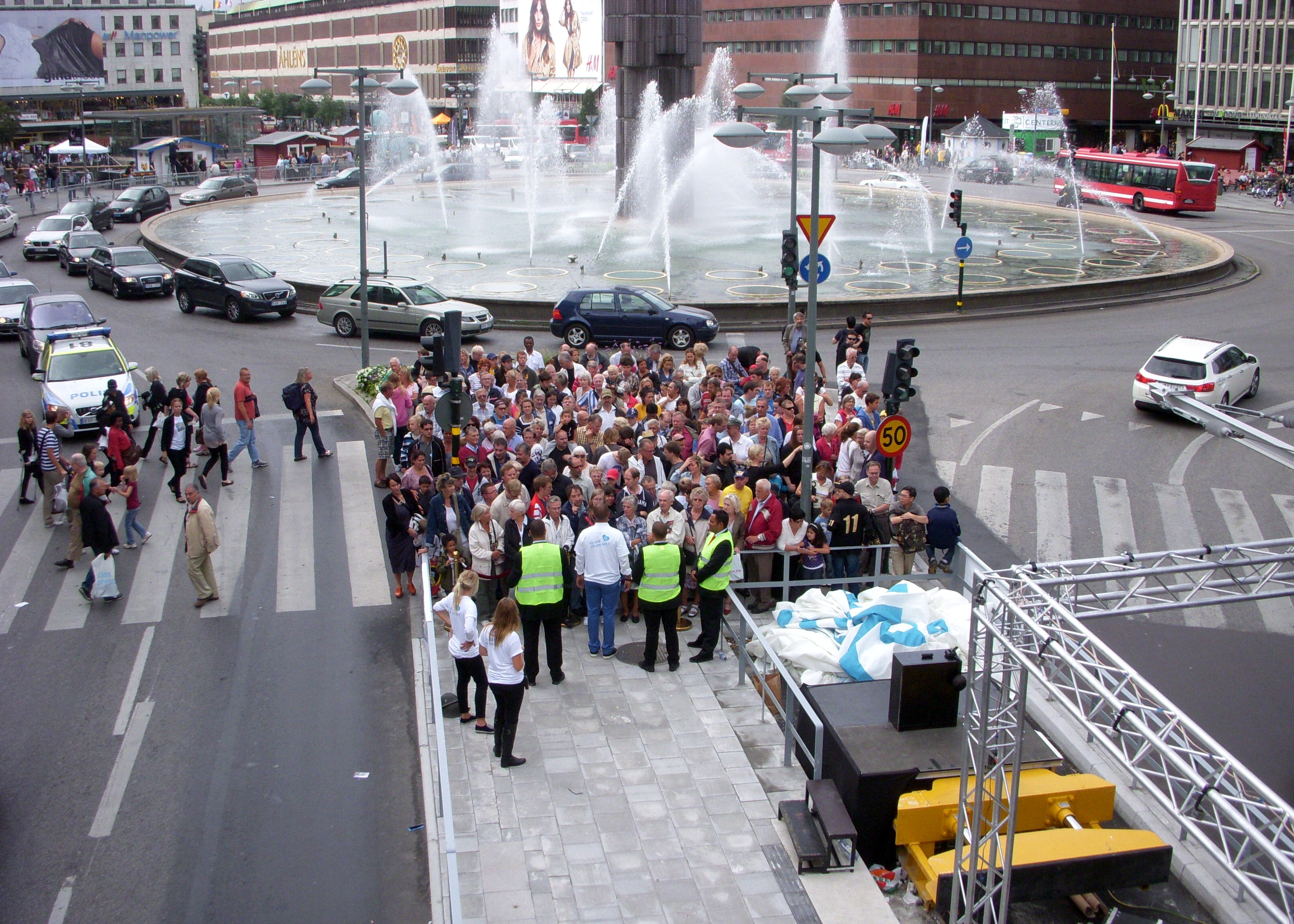
Spårslutet vid Sergels torg augusti 2010.

Utbyggnaden av den första etappen påbörjades hösten 2009 och togs i drift den 23 augusti 2010. Ändhållplatsen vid Sergels torg har ingen vändslinga utan en spårbuffert, vilket innebär att reguljärspårvagnarna måste ha dörrar på båda sidor och förarplatser i båda ändar, så kallade tvåriktningsvagnar. Museispårvagnar av enriktningstyp är hänvisade till sträckningar mellan existerande vändslingor vid Norrmalmstorg och på Djurgården.

#### Invigning

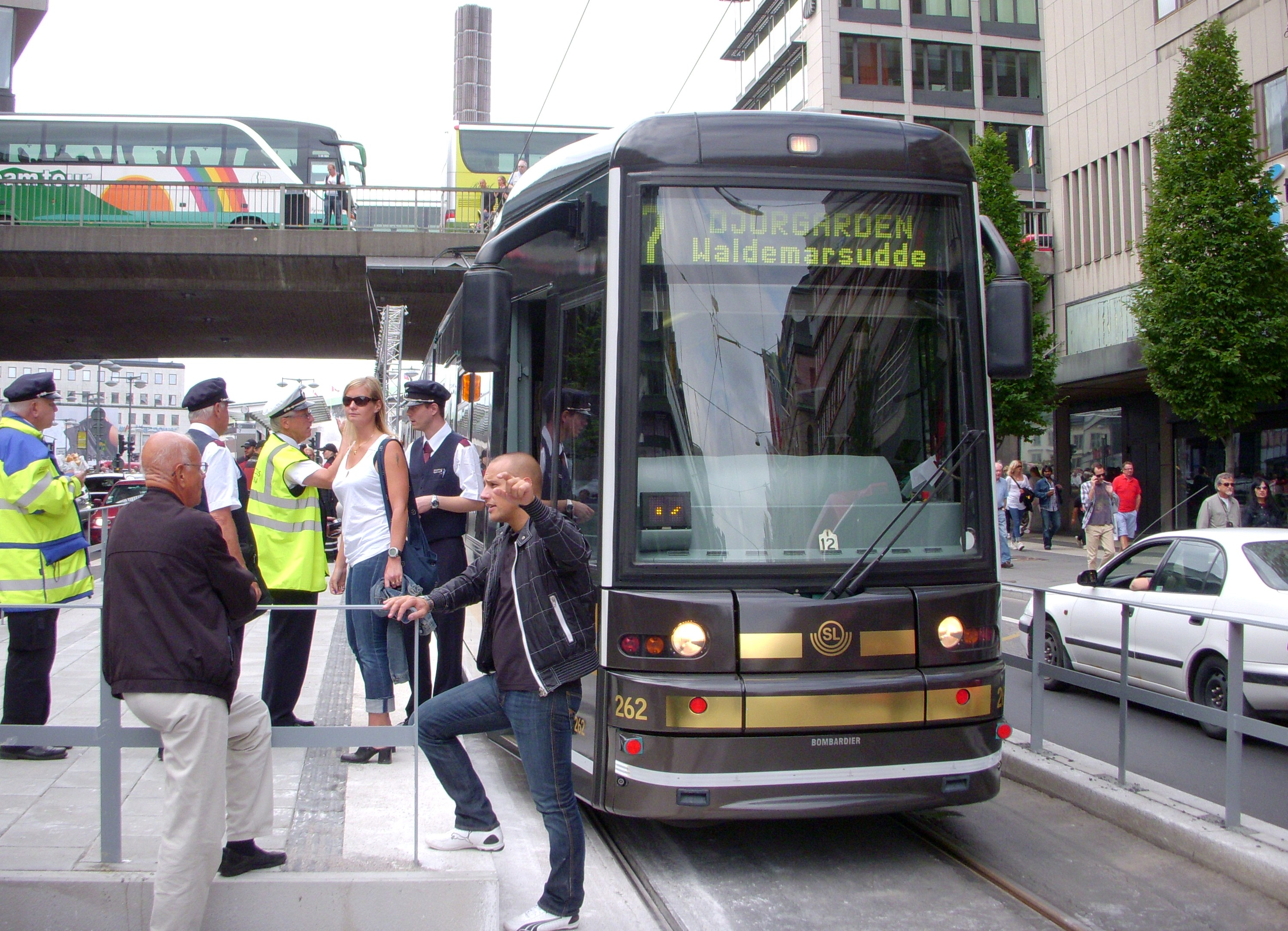
Spårväg City på Hamngatan, invigningsdagen den 21 augusti 2010.

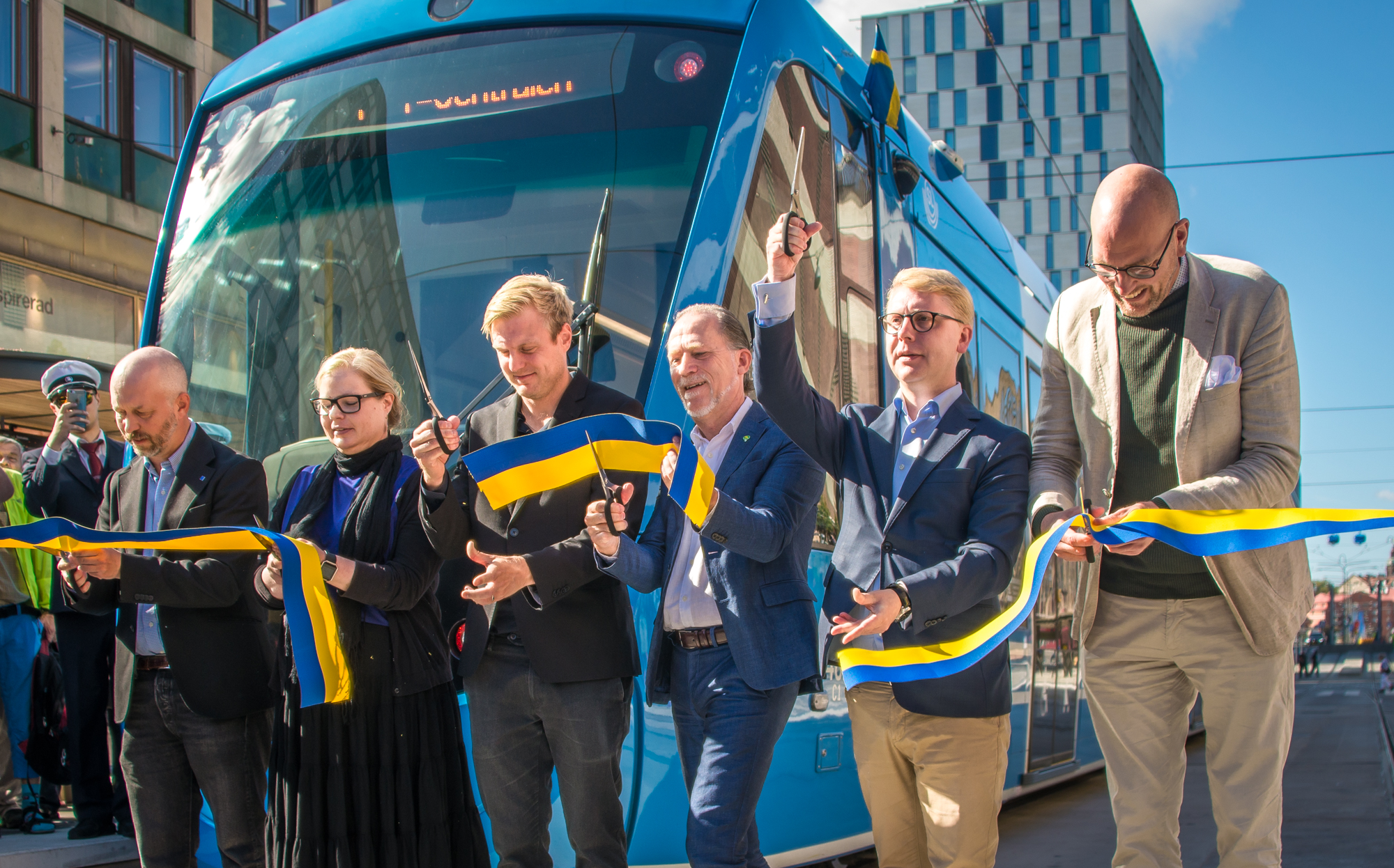
Karl Henriksson (KD), Sara Svanström (L), Tomas Eriksson (MP), Daniel Helldén (MP), Kristoffer Tamsons (M) och Gustav Hemming (C) inviger Spårväg Citys förlängning och nya hållplats T-centralen som därmed blir ny start- och sluthållplats för Spårväg City mot Djurgården.

Den 21 augusti 2010 invigdes Spårvagn Citys deletapp (hållplats "Sergels torg") genom finansborgarråd Sten Nordin och trafiklandstingsråd  Christer G Wennerholm, samtidigt avtäcktes den nya spårvagnen. Designen med svart vagn och fartränder och övriga detaljer i guldfärg. Förslaget hade tagits fram av designfirman Essen International och hade röstats fram av allmänheten och en jury. Färgsättningen av de nya vagnarna "ska bli ett naturligt inslag i den anrika miljön, och varken skymma natur eller arkitektur".
På måndagen den 23 augusti 2010 började den reguljära trafiken.

#### Kostnader Etapp 1
Enligt ett genomförandebeslut "Spårväg City (Djurgårdslinjen), etapp 1" presenterade Stockholms Lokaltrafik den 10 juni 2009 en kostnadsberäkning enligt följande:
Inventeringskostnaden för etapp 1:
- Anpassning av vagndepån på Djurgården -  20 Mkr
- Modernisering av befintlig Djurgårdslinje  -  55 Mkr
- Byggande av ny spårväg Nybroplan – Hamngatan/NK - 153 Mkr
- Summa total investering -  228 Mkr

Driftskostnader för etapp 1:
- Hyra av fordon - 45 Mkr
- Trafikeringskostnad  - 36 Mkr
- Summa årlig driftskostnad (exkl. kapitalkostnader och banunderhåll) - 81 Mkr

## Fortsatt utbyggnad
Den fortsatta utbyggnaden av Spårväg City behandlas i det genomförandebeslut som fattades av Stockholms läns landstings trafiknämnd 5 februari 2013, samt i två beslut i trafiknämnden 18 juni 2013.

### Förlängning till T-Centralen
När etapp 1 till Sergels torg/Malmskillnadsgatan invigdes i augusti 2010 var målet att bygga Spårväg City till Hornsberg på Kungsholmen till 2014. Utbyggnaden försenades dock några år, och en förlängning färdigställdes 2018 fram till Klarabergsviaduktens brofäste.
Förlängningen av spårvägen samordnades med reparation och tätning av däckskonstruktionerna på Hamngatan, Sergels torg och Klarabergsgatan. Behovet av tätning var inte föranlett av spårvägsutbyggnaden, men tidigarelades jämfört med Stockholms stads tidigare planering. Den totala kostnaden för renoveringen bedömdes enligt Stockholms stad uppgå till ca 390 Mkr exklusive ersättningskostnader till butiksinnehavarna.
Renoveringen inleddes hösten 2012, och 2018 öppnades spårvägen över Sergels torg till den nya ändhållplatsen på Klarabergsgatan. Den nya ändhållplatsen T-Centralen togs i bruk den 3 september 2018. Därmed skapas ett bättre byte till tunnelbanan i T-Centralen och pendeltågen på Stockholm City. I februari 2013 offentliggjordes planer på att stänga Klarabergsgatan för biltrafik och reservera gatan för spårvagn, buss, gång och cykel.

### Djurgårdsbron–Ropsten
Spårvägen ska byggas ut i sammanhängande dubbelspår från Djurgårdsbron till Ropsten, där banan ska kopplas samman med den upprustade Lidingöbanan och ersätta busslinje 76. Utbyggnaden ska samordnas med byggandet av den nya miljöstadsdelen Norra Djurgårdsstaden. Spårvägen dras i kollektivtrafikkörfält eller grässpår längs Strandvägen, Oxenstiernsgatan och Lindarängsvägen, med hållplatser vid Radiohuset, Hakberget och Lindarängsvägen (öster om Sandhamnsgatan). Genom Norra Djurgårdsstaden dras spårvägen i en nyanlagd boulevard genom Frihamnen, längs Södra Hamnvägen och på ett betongdäck i den nya bebyggelsen i kvarteret Valparaiso. Hållplatser byggs vid Frihamnen, Södra Värtahamnen och Värtapiren. Detta kräver att Värtans östra bangård avvecklas. Norr om Valparaiso fortsätter banan som snabbspårväg på en viadukt längs Lidingövägens östra sida fram till Ropsten, där en hållplats kan anläggas i direkt anslutning till tunnelbanan.
Tidsplanen för utbyggnaden har förskjutits flera gånger. I December 2022 beslutades det att 20 miljoner kronor ska tillsättas för att inleda projekteringen. Då rödgröna majoriteten i Region Stockholm förlorade en omröstning i fullmäktiges budgetdebatt då Vänsterpartiet lade ner sina röster. 

### Möjliga utbyggnader på längre sikt

#### Mot Centralstationen och Kungsholmen
På längre sikt var spårvägen planerad att förlängas västerut över Kungsholmen. Fridhemsplan, Hornsbergs strand och Stora Essingen har diskuterats som möjlig västlig ändpunkt för spårvägen. Flera alternativa sträckningar över Kungsholmen har studerats. Förstudien från oktober 2010 pekar ut en sträcka längs Klarabergsviadukten, Kungsholmsgatan, Kungsbro strand, Kungsbroplan, Fleminggatan, Fridhemsgatan, Drottningholmsvägen och Lindhagensgatan fram till nybyggnadsområdena i Hornsberg, med ändhållplats vid Moa Martinsons torg. Efter en analys gjord av SL visade det sig att det skulle vara för få passagerare som skulle använda spårvägen mot Kungsholmen eftersom det redan finns flera tunnelbanelinjer på Kungsholmen mot centrala staden.[källa behövs]
Det fanns i januari 2016 inga beslut om en utbyggnad mot Kungsholmen.

#### Mot Loudden
I Containerhamnen planeras nya bostäder efter att hamnen i Norvikudden öppnas. På längre sikt planeras bostäder på Loudden. Dessa nya områden skulle kunna försörjas av en förgrening av Spårväg City från hållplatsen Lindarängsvägen.

#### Mot Husarviken
Den nyanlagda delen av Bobergsgatan genom den nya stadsdelen Norra Hjorthagen/Gasverksområdet förbereds för en utbyggnad av spårväg. Här planeras en framtida stomlinje i riktning mot Östra station, Odenplan, Hagastaden och vidare mot centrala Sundbyberg och Vällingby. Stockholms stad har uttalat önskemål om en avgrening av Spårväg City genom gasverksområdet, men spårvägshållplatsen vid Ropsten kommer troligen inte att förberedas för en sådan avgrening. [källa behövs]

### Notförteckning
1. ↑  Sporvognsrejser: Stockholm sporvognslinje 7S Spårväg City, 1-10-2020.
2. ↑  Beskrivning av vagnen på Spårvägssällskapets webbplats (läst 4 juni 2013)
3. ↑  "Lägesredovisning av spårvägsprojekt i staden", Tjänsteutlåtande från Stockholms stads trafikkontor samt stadsbyggnadskontor, Dnr T05-330-00608, Dnr 2006-07959-32, 2006-04-26 (PDF)]
4. ↑  Styrelseprotokoll AB Storstockholms Lokaltrafik, 2007-06-19[död länk] sidorna 11, 12, 33 & 34 (PDF)
5. ↑  Stockholms Handelskammare. Pressmeddelande 5 oktober 2007
6. ↑  Nilsson, Kjell. Dagens Nyheter 2007-12-27, Två spårjättar slåss om Djurgårdslinjen
7. ↑  Sundström, Anders. Dagens Nyheter 2008-02-23, SL och staden i spårbråk
8. ↑  Sundström, Anders. Dagens Nyheter 2008-06-05, Snabb utbyggnad av spårväg genom City
9. 1 2  Pressmeddelande från SL om att de har tecknat avtal om att köpa vagnar från CAF Arkiverad 9 februari 2011 hämtat från the Wayback Machine.
10. ↑  Anna Gustafsson (7 april 2011). ”SL:s tidspress gav guldkontrakt”. SvD. http://www.svd.se/nyheter/inrikes/sls-tidspress-gav-guldkontrakt_6069951.svd. Läst 13 november 2012.
11. ↑  Enligt ABC  31 maj 2010 Arkiverad 22 november 2011 hämtat från the Wayback Machine.
12. 1 2   Sundström, Anders. Dagens Nyheter 2010-03-05, SL lånar vagnar till Spårväg City
13. ↑  ”Alkärrshallen”. Region Stockholm. Arkiverad från originalet den 26 mars 2023. https://web.archive.org/web/20230326114801/https://www.regionstockholm.se/verksamhet/kollektivtrafik/aktuella-projekt/Sparvag-City/Alkarrshallen/. Läst 26 mars 2023.
14. ↑  Uppgift enligt SL Arkiverad 14 juli 2010 hämtat från the Wayback Machine.
15. ↑  Essen International AB
16. ↑  SL: Nu rullar Spårväg City Arkiverad 24 augusti 2010 hämtat från the Wayback Machine.
17. ↑  ”Genomförandebeslut Spårväg City (Djurgårdslinjen), etapp 1, dat 2009-06-10, sida 4”. Arkiverad från originalet den 5 juli 2021. https://web.archive.org/web/20210705115524/https://sammantradeshandlingar.sll.se/sites/sammantradeshandlingar.sll.se/Handlingar/Landstingsstyrelsen/2009/090818/skriv0563.pdf. Läst 5 juli 2021.
18. ↑  SvD: SL:s tidtabell spricker med tio år
19. ↑  ”Genomförandebeslut Spårväg City (Djurgårdslinjen), etapp 1, dat 2009-06-10, sida 5”. Arkiverad från originalet den 5 juli 2021. https://web.archive.org/web/20210705115524/https://sammantradeshandlingar.sll.se/sites/sammantradeshandlingar.sll.se/Handlingar/Landstingsstyrelsen/2009/090818/skriv0563.pdf. Läst 5 juli 2021.
20. ↑  ”Smygåremiär för nya spårvagnslinjen i stan”. mitti.se. Arkiverad från originalet den 15 augusti 2018. https://web.archive.org/web/20180815091209/https://mitti.se/nyheter/trafik/premiartur-for-sparvagnslinje/. Läst 15 augusti 2018.
21. ↑  DN: Här ska bilarna försvinna
22. ↑  Jonas Jönsson (12 februari 2013). ”Ingen spårväg på marken när nya Ropsten byggs”. Lokaltidningen Mitt i Stockholm. Arkiverad från originalet den 21 oktober 2013. https://web.archive.org/web/20131021110025/http://www.mitti.se/?p=38501. Läst 29 mars 2013.